# 五斗目木川
五斗目木川（ごとめきがわ）は、静岡県富士宮市の北部を流れる富士川水系の河川。正確には芝川の支流であるが、この川が芝川の本流であると誤認されやすい。国土地理院の２万５千分の１の地図では，五斗目木川に芝川との記載がある．これも誤認されやすい原因のひとつである．水質が大変良く、美しい渓相で渓流釣りに訪れる人も多い。
キャンプ場もあり山でのレジャーにも人気がある。また、富士宮市の観光スポットのひとつである陣馬の滝がある。なお，陣馬の滝が五斗目木川の起点である．